# Kvänums kyrka
Kvänums kyrka är en kyrkobyggnad som sedan 2018 tillhör Varabygdens församling (tidigare Kvänums församling) i Skara stift. Den ligger i tätorten Kvänum i Vara kommun.

## Kyrkobyggnaden
Nuvarande stenkyrka uppfördes 1867 av byggmästaren Anders Pettersson efter ritningar av arkitekterna Axel Fredrik Nyström och Fredrik Bergström. En renovering ägde rum 1890 då kyrkorummet försågs med målade fält och bårder samt en kamin. Vid en renovering 1928 kompletterades den medeltida dopfunten. En större renovering genomfördes 1948 efter ritningar av arkitekt Adolf Niklasson då bland annat ytterväggarnas puts lagades och målades. Kyrkan består av ett långhus med sydvästlig nordöstlig orientering. Vid sydvästra kortsidan finns kyrktorn med ingång. Vid nordöstra kortsidan finns en vidbyggd sakristia.

## Inventarier
- Dopfunten har en fot från omkring år 1200 och en nytillverkad cuppa från 1928.

### Orgel
- Första orgeln tillverkades av orgelbyggare Carl Axel Härngren, Lidköping och installerades 1902 eller 1904. Orgeln hade 6 stämmor.
- Nuvarande orgel byggdes 1953 av Th Frobenius & Sönner, Lyngby, Danmark och är en mekanisk orgel.

| Huvudverk I    | Svällverk II      | Pedal      | Koppel |
| Principal 8´   | Rörflöjt 8´       | Subbas 16´ | I/P    |
| Gedakt 8'      | Principal 4'      | Gedakt 8´  | II/P   |
| Oktava 4'      | Blockflöjt 4'     | Nathorn 4' | II/I   |
| Rörflöjt 4'    | Svegel 2'         |            |        |
| Kvinta 2 2/3'  | Kvinta 1 1/3'     |            |        |
| Oktava 2'      | Oktava 1'         |            |        |
| Mixtur IV chor | Dulcian 8'        |            |        |
|                | Crescendosvällare |            |        |

#### Kororgel
- En kororgel byggdes 1980 av Smedmans Orgelbyggeri AB, Lidköping och är en mekanisk orgel.

| Manual         | Pedal   |
| Gedackt 8'     | Bihängd |
| Koppelflöjt 4' |         |
| Spetsflöjt 2'  |         |

### Webbkällor
- byggnadspresentation